# Janet Toro
Janet Toro Benavides (Osorno, 1963) es una artista visual y performista chilena.

## Biografía

### Estudios
Cursó estudios de Licenciatura en Arte en la Universidad de Chile. En 1983 fue alumna del profesor Luis Lobo. Trabajó 3 años en el taller de pintura escenográfica del Teatro Municipal de Santiago. Realizó talleres de Danza afectiva con Francisco Huneeus Cox y diversos talleres de Terapia Corporal. Estudió Pedagogía en Relajación y técnicas como: Qigong, Eutonía, Relajación muscular progresiva, Autogenes training (Entrenamiento autógeno), en Kommunikatives Bildungswerk, Dortmund, Alemania. También estudió Hatha Yoga con diversos maestros en Chile y en Alemania: Satyananda Yoga y Yoga Nidra con Anup Sihng.

### Trayectoria artística
Fue parte de la Agrupación de Plásticos Jóvenes (APJ) entre 1985 y 1987, con quienes realizó acciones de arte callejeras, talleres populares de arte, murales e intervenciones gráficas de resistencia a la Dictadura Militar en Chile. Respecto de su trabajo en las calles en época de dictadura, ha señalado: “Nuestro lenguaje estaba influenciado por la iconografía latinoamericana; dentro de ella, la Brigada Ramona Parra y el grupo CADA. También había una gran influencia del Pop Art, el Dadaísmo, del movimiento Punk. Hacíamos distintas acciones peligrosas en la calle, como pegatina de afiches o grafitis, pero todo siempre relacionado con la contingencia política, en el marco de la dictadura militar (…) La gente de las poblaciones nos escondía en sus casas… Era fuerte, nosotros queríamos irrumpir”. A fines de los ochenta, conforma junto a otros artistas el colectivo de artistas Plástica Social, con quienes indaga en la práctica de la performance en el espacio público.
La obra actual de Janet Toro es una reflexión visual, corporal y material acerca de la existencia humana. Cuerpo de obra que surge de la necesidad de profundizar en la vida, y desde ahí generar un ámbito de resistencia y poesía. El trabajo que realiza se caracteriza por el uso de materiales sencillos como harina, papel y telas, los que en palabras de la artista son “materiales simples que pertenecen a la vida cotidiana”. Uno de sus temas de interés se centra principalmente en el vacío: “Yo soy extremadamente sensible. Me gustan los espacios limpios, los necesito, porque estoy llena de imágenes en la cabeza. Así tengo tranquilidad”. A este respecto, también se ha referido a los materiales con que trabaja: “Tiene que ver con la vida económica del artista. Siempre viví al borde, al mínimo. Usaba lo que tenía o lo que me regalaban; piedras, diarios, género… Ahora también tiene que ver con una postura política. Estoy en contra del capitalismo feroz. Yo estoy por una reducción, por reciclar. En esto coincido con el economista social Niko Paech, de la Universidad de Oldemburg (Alemania)”.
Su trabajo reflexiona sobre las políticas del cuerpo a partir de una práctica crítica sobre la experiencia y el lugar de las mujeres en una sociedad patriarcal. Una pregunta que impulsa traspasar los límites entre lo público, lo privado y el efecto del poder sobre el cuerpo individual y social. En palabras de la artista, “Quiero plantear un cuestionamiento visual y corporal acerca de la existencia humana en todos sus ámbitos, desde lo existencial, lo personal, lo social, lo político, entre otros. Me interesa crear un espacio de resistencia y de poesía”
Otro de los temas recurrentes en su obra es la memoria y el dolor como experiencias personales y colectivas. El ciclo de 90 performances e instalaciones bajo el título El cuerpo de la memoria (1990) buscó visibilizar las ausencias y huellas que dejó la represión y tortura dictatorial, "una realidad atroz que no debe ser reprimida, ni tampoco olvidada: el dolor y la tortura", explica la autora. Las acciones se desarrollaron en 21 lugares relacionados con la tortura, la detención o daño al cuerpo social durante la dictadura militar en Santiago de Chile, muchos de estos lugares no habían sido reconocidos oficialmente como espacios de tortura. Éstas consistieron en caminatas descalzas desde esos puntos hacia el Museo y desde el Museo hacia ellos, atravesando la ciudad de Santiago. La artista llevó siempre consigo un fragmento de un lienzo blanco manchado con sangre de animal del matadero y ya seco, que usó nueve años antes en la performance La sangre, el río y el cuerpo realizada en el Río Mapocho (Santiago, 1990).

## Exposiciones
Selección de exposiciones e intervenciones realizadas por Janet Toro

### Selección de exposiciones individuales
2017 Performance Este es mi cuerpo, frontis del Museo de Arte Contemporáneo MAC, Santiago, Chile.
2017 Exposición Dibujar el límite, videos, dibujos, fotografías. Curadora Soledad Novoa Donoso, Museo de Arte Contemporáneo MAC, Santiago, Chile.
2015 Performance-Instalación La tarjeta, serie In Situ, Museo de la Memoria, Santiago, Chile
2015 Performance-Instalación Distopía, serie In Situ, Museo de la Memoria, Santiago, Chile
2015 Performance-Instalación El Velorio del angel, serie In Situ, Museo de la Memoria, Santiago, Chile
2015 Performance-Instalación Nemeln, serie In Situ, Museo de la Memoria, Santiago, Chile.
2015 Performance-Instalación El Reflejo, serie In Situ, curador Dr. Ricardo Loebell, Museo de la Memoria, Santiago, Chile.
2014 Performance-Instalación Exhumar la memoria, Museo de la Memoria, Santiago, Chile.
2013 Performance-Instalación Die Entfernung, Frauenmuseum Bonn, Alemania.
2013 Performance-Instalación Die weißen Stunden, serie Dibujar el límite, Galería 0, Köln, Alemania.
2013 Performance-Instalación Ama-gi, serie Dibujar el límite, Galería 0, Köln, Alemania.
2013 Performance-Instalación Deshojar, serie Dibujar el límite Galería 0, Köln, Alemania.
2013 Performance-Instalación Das Fremde, serie Dibujar el límite, Galería 0, Köln, Alemania.
2013 Performance-Instalación Blindness, serie Dibujar el límite, Galería 0, Köln, Alemania.
2013 Performance-Instalación Carmín, serie Dibujar el límite, Galería 0, Köln, Alemania.
2012 Performance-Instalación Anomie, serie Dibujar el límite, Galería 0, Köln, Alemania.
2011 Instalación y Objetos Entre líneas, Galería Kunstkontor, Köln (Colonia), Alemania
2010 Performance Sacer dolor, Iglesia Martin Luther, Köln, Alemania
2010 Instalación Sacra sitis (100 m²) Iglesia Martin Luther, Köln, Alemania
2010 Instalación Sacra fames (25 m²) Torre Martin Luther, Köln, Alemania
2009 Instalación Secluded. En la propia casa (38 m²) Köln, Alemania
2008 Instalación Farewell. En la propia casa (53 m²). Dortmund, Alemania
2007 Exposición Extranjero. Galería Camera Obscura, Dortmund, Alemania
2006 Performance Desolación. Galería Art- Isotope, Noche de los Museos. Dortmund
2006 Instalación Isolation. De la serie Haus Akt. En la propia casa (53 m²)), Dortmund, Alemania.
2005 Performance A-Test. Forum Radius 100, Depot, Dortmund, Alemania
2004 Exposición Mácula. Bonifatius Kirche, Dortmund, Alemania
2004 Instalación Radiografía. De la serie Haus Akt. En la propia casa (53 m²)Dortmund, Alemania.
2002 Exposición Humanos. Etage Eins, Galería-Lounge. Dortmund, Alemania.
2001 Exposición Perros peleando. Galería Gerda Türke, Dortmund, Alemania.
2000 Exposición Las huellas del dolor. Schmerztherepeutisches Zentrums, St.-Marien Hospitals Lünen, Alemania.
1998 Tres Performances, serie La herida. Santiago, Valparaíso, Chile. Buenos Aires, Argentina.
1998 Performance La locura. Centro Experimental Perrera-Arte. Santiago, Chile.
1998 Dos Performances serie Ciudad Tóxica. Santiago, Chile.
1990 Dos Performances, serie: La sangre, el río y el cuerpo. Río Mapocho, Santiago, Chile
1986 Dos Preguntas. Performance. Colaboración de Claudia Winther. Paseo Ahumada, Santiago, Chile

### Selección exposiciones colectivas
2017 Exposición Radical Women: Latin American Art 1960-1985 (Mujeres Radicales: Arte Latinoamericano 1960-1985) Curadoras Dra. Cecilia Fajardo-Hill y Dra. Andrea Giunta. Hammer Museo, Los Ángeles, California, EE. UU..
2016 Muestra de 3 videos de El cuerpo de la memoria y video de Azogue, en el marco de la exposición del X Encuentro Ex-céntrico, del "Hemispheric Institute de Performance & Política", de New York. Presentada en la Facultad de Economía y Negocios de la Universidad de Chile, Santiago
2016 Exposición performance Dos preguntas, registro fotográfico, en la exposición, "Poner el cuerpo. Llamamientos de arte y política en los años ochenta en América Latina". Curadoras: Javiera Manzi y Paulina Varas, Museo de la Solidaridad Salvador Allende, Santiago, Chile
2016 Instalación El mar, la calle y las sillas, Memoria Viva 1973-2016, Centex del CNCA, Valparaíso.
2014 Bienal Deformes, Performance Azogue, Facultad de Teatro de la Universidad de Chile, Santiago.
2013 Instalación Gang, en el marco del Capítulo 17 "Wir werden", Galería 0, Köln; Alemania
2012 Video Instalación en "Imágenes extremas de mujeres a través de la combatividad y de la resistencia", curadora Dr. Irene Ballester, en el Centro Matadero, Madrid, España
2011 Exposición "Line Up! 30 Works" Galería, Köln, Alemania
2011 Serie de objetos Entre líneas, Feria de Arte del Museo Frauenmuseum; Bonn, Alemania.
2011 Objeto Ego Madona, en el marco de Egotrip, Museo für Verwandte Kunst, Köln, Alemania.
2011 Instalaciones Ein-sam. Torre Martin Luther Köln, Alemania.
2010 Exposición en la Feria de Arte. Taese Art Fair, Köln, Alemania.
2008 Performance Der Rand. En el marco del Realese de Clownfisch. Kunsthalle Wuppertal.
2006 Artor-Wand. Instalación Das Spiel. Galería Art- Isotope, Dortmund, Alemania.
2004 Serie Biografía de mi Cuerpo. Theaterzwang Festival, Depot, Dortmund. Tres nuevas Performances de la serie. Ensemble Kultopia. Director Holger Ziebler (Dortmund) / Uta Püttmann Produktion (Bonn) Dar a luz_Findlinge.
2004-2003 Instalación Habeas Corpus en el marco de las Huellas del recuedo, IG Metall, Sprockhövel y Berlín, Alemania.
2003 Performance El ausente. En el marco del evento: Chile. 11 de septiembre de 1973, 30 años después. Museo de Arte de Bochum, Alemania.
2003 Serie Biografía de mi Cuerpo. Centro Cultural Brotfabrik, Bonn, Alemania.
Tres Performances. Ensemble kultopia (Dortmund) / Uta Püttmann Produktion (Bonn) Dar a luz_Findlinge.
1999 Serie El Cuerpo de la memoria. 90 Performances e Instalaciones. II Bienal de Arte joven, Ala Sur. Museo Nacional de Bellas Artes, Santiago, Chile
1998 Performance El Imbunche. En el marco de la muestra Anamorfosis. Museo de Arte Contemporáneo. Santiago, Chile
1997 Performance La Crucifixión. Museo de Arte moderno de Chiloé. En el marco de un trabajo interdisciplinario junto a Angela Ramírez, Ricardo Loebell, Pablo Aranda y otros.
1997 Exposición de pinturas. Galería M. Paz Marambio, Hyatt Regency Hotel. Santiago Chile. 1997 Exposición de pinturas Remanentes. Museo de Artes Decorativas, Lo Matta, Vitacura, Santiago, Chile.
1997 Exposición de pinturas Galería Plaza San Francisco, Santiago Chile
1986 Instalación, pintura, gráfica. Con la Agrupación de Plásticos Jóvenes (APJ) Centro Cultural Mapocho, Santiago, Chile.
1985 Instalación, pintura, gráfica. Con la Agrupación de Plásticos Jóvenes (APJ) Galería Enrico Bucci, Santiago, Chile.

## Premios / Concursos
2017 Fondart Nacional / Artes Visuales/ Difusión-Organización de Festivales, Encuentros y Muestras.
2012 Beca Proyectos Interculturales, del Ministerio de la Cultura de Colonia, Alemania.
2006 Kunstankauf Concurso de la ciudad de Dortmund, en el que adquiere una pintura de mi autoría título: El buscador.
2002 Kunstankauf Concurso de la Ciudad de Dortmund, se adquieren 3 pinturas de su autoría la serie: Humanos.

## Presencia en colecciones privadas e institucionales
Colección de Arte de la ciudad de Dortmund, Alemania (3 pinturas).
Colección privada Dr. Christa Schwens, Dortmund, Alemania. Serie Mácula
Colección privada Dr. Andrea Gnam, Karlsruhe / Durlach, Alemania, objeto.
Arthotek Colección de Arte del Schmerztherepeutisches Zentrums, St.-Marien Hospitals, Lünen.
Dr. Med. Eberhard Albert Lux, adquiere dos pinturas de la serie Las huellas del dolor.
Colección privada Irmgard Hahne, Karlsruhe / Durlach, 3 Objetos Serie Orden und
Ehrenzeichen 3 pinturas / collage Serie Mácula
Colección privada Dr. Ricardo Loebell. Pintura y dibujos. Santiago, Chile
Colección privada Frank Henseleit, Köln, 3 Objetos de la Serie Entre líneas.
Colección privada Monika Wohlfart Demtröder, Herdecke, Alemania, varios objetos.
Colección privada Dirk Wieseler, Bochum. Varias pinturas
Colección privada Annette Hautkappe. Dibujos y pinturas. Herdecke, Alemania.
Serie La cópulación.
Colección privada Fernando Toro. Santiago, Chile. Varias pinturas, dibujos, objetos
Colección privada de la galerista Gerda Türke. Varias pinturas y dibujos. Dortmund
Serie Perros peleando, Serie Humanos, Serie Mácula, Serie de Unschuldigen